# Чернявський Володимир Ілліч
Володи́мир Іллі́ч Черня́вський (1893, місто Одеса, тепер Одеської області — розстріляний 21 грудня 1937, Київ) — радянський партійний діяч, 1-й секретар Дніпропетровського і Вінницького обкомів КП(б)У, секретар ЦК КП(б)У. Кандидат в члени Центральної Контрольної Комісії КП(б)У в грудні 1925 — листопаді 1927 р. Член ЦК КП(б)У в листопаді 1927 — серпні 1937 р. Кандидат в члени Організаційного бюро ЦК КП(б)У в листопаді 1927 — листопаді 1929 р. Кандидат в члени Секретаріату і член Організаційного бюро ЦК КП(б)У в листопаді 1929 — червні 1930 р. Кандидат в члени Політичного бюро ЦК КП(б)У в червні 1930 — серпні 1937 р. Член Організаційного бюро ЦК КП(б)У в грудні 1930 — січні 1932 р.
Жертва Сталінського терору.

## Життєпис
Народився в родині столяра. У 1905 році закінчив три класи приватної початкової школи у місті Києві. У березні 1906 — липні 1911 р. — золотосрібляр ювелірної фабрики Бриля і Гершина в Києві.
Член РСДРП(б) з лютого 1911 року.
У липні — вересні 1911 р. — в'язень Лук'янівської поліцейської дільниці у Києві. У вересні 1911 — липні 1912 р. — золотосрібляр ювелірної фабрики Бриля і Гершина в Києві. У липні 1912 — квітні 1913 р. — в'язень Лук'янівської в'язниці у Києві, етапований на заслання у місто Кременчук. У квітні — грудні 1913 р. — ювелір і чорнороб приватних ювелірних підприємств у Кременчуці. У грудні 1913 — січні 1914 р. — в'язень поліцейської дільниці у Кременчуці. У січні — липні 1914 р. — золотосрібляр ювелірної фабрики Бриля і Гершина в Києві.
У липні — жовтні 1914 р. — арештант, етапований на заслання у місто Березов Тобольської губернії. У жовтні 1914 — березні 1917 р. — політичний засланець у місті Березові Тобольської губернії.
У квітні 1917 — січні 1918 р. — член виконкому Київської Ради робітничих депутатів, секретар Центрального бюро професійних спілок Києва. У січні 1918 був секретарем Київського революційного комітету і членом страйкового комітету. У січні — лютому 1918 р. — член колегії народного комісаріату праці Української СРР.
У березні — серпні 1918 р. — заступник голови Саратовського губернського виконавчого комітету. У серпні 1918 — лютому 1919 р. — член більшовицького Київського підпільного революційного комітету, секретар підпільного більшовицького обласного комітету в Києві.
У лютому — серпні 1919 р. — секретар Київського губернського комітету КП(б)У, член комісії ЦК КП(б)У з розподілу евакуйованих комуністів. У серпні 1919 — січні 1920 р. — уповноважений ЦК КП(б)У із зафронтової роботи на Південному (денікінському) фронті.
У січні — квітні 1920 р. — секретар Київського губернського комітету КП(б)У. У квітні 1920 — березні 1921 р. — секретар Полтавського губернського комітету КП(б)У. У березні — грудні 1921 р. — заступник голови Подільського продовольчого губернського комітету у місті Вінниці.
У грудні 1921 — 1922 р. — завідувач організаційно-інструкторського відділу Подільського губернського комітету КП(б)У в місті Вінниці, виконував обов'язки відповідального секретаря Подільського губернського комітету КП(б)У. У 1922 — жовтні 1923 р. — завідувач організаційно-інструкторського відділу Катеринославського губернського комітету КП(б)У.
У жовтні 1923 — жовтні 1925 р. — прокурор Одеської губернії. У жовтні 1925 — січні 1927 р. — завідувач організаційного відділу Київського окружного комітету КП(б)У.
1 лютого 1927 — 12 листопада 1929 р. — відповідальний секретар Одеського окружного комітету КП(б)У.
У жовтні 1929 — січні 1930 р. — завідувач організаційно-розподільного відділу ЦК КП(б)У в місті Харкові.
25 грудня 1929 — 6 вересня 1930 року — відповідальний секретар Київського окружного комітету КП(б)У.
У грудні 1930 — листопаді 1931 р. — секретар ЦК КП(б)У. У листопаді 1931 — січні 1932 р. — секретар ЦК КП(б)У з транспорту.
У лютому — жовтні 1932 р. — 1-й секретар Дніпропетровського обласного комітету КП(б)У.
У жовтні 1932 — серпні 1937 р. — 1-й секретар Вінницького обласного комітету КП(б)У.
1 вересня 1937 року заарештований, 22 жовтня 1937 року виключений із членів ВКП(б). 21 грудня 1937 року розстріляний в Києві.